# Li Hong (escatología taoísta)
Li Hong (chino: 李弘) es una figura soteriológica de las profecías religiosas taoístas en las que aparece al final del ciclo mundial para rescatar al pueblo elegido, que se distinguiría por ciertos talismanes, prácticas y virtudes.

## Textos taoístas
Los mitos en torno a Li Hong tomaron forma en la literatura durante la dinastía Han. En las Escrituras Daoístas de los Cánticos Divinos se le describe como alguien que reaparecería para enderezar el cielo (tian) y la tierra (dì) en una época de agitación y caos.

## Rebeliones
Las profecías sobre la apariencia de Li Hong se han utilizado para legitimar numerosas rebeliones e insurgencias, todas las cuales se reunieron en torno a un Li Hong. Estos fueron particularmente frecuentes durante el siglo V, y continuaron apareciendo hasta la dinastía Song.